# Cambridge Bay
Cambridge Bay (ou Ikaluktutiak) é uma povoação de cerca de 1350 habitantes no território de Nunavut, norte do Canadá. É a maior povoação da Ilha Victoria, ficando na sua costa sul.